# 船橋市立芝山西小学校
船橋市立芝山西小学校（ふなばししりつ しばやまにししょうがっこう）は、千葉県船橋市芝山二丁目にある公立小学校。芝山団地の近くにあるが、最近は、団地の周辺に開発が進んでいる住宅からの通学者が多い。

## 概観

### 部活動
音楽クラブ 千葉県吹奏楽コンクールで銀賞受賞がある。

## 沿革
- 1978年 - 校舎を千葉県立船橋芝山高等学校に貸与
- 1979年 - 船橋市立芝山東小学校から生徒が移り開校

## 交通
- 東葉高速鉄道飯山満駅から徒歩10分

## 周辺の施設
- 千葉県立船橋東高等学校
- 船橋市立芝山中学校